# Psitteuteles goldiei

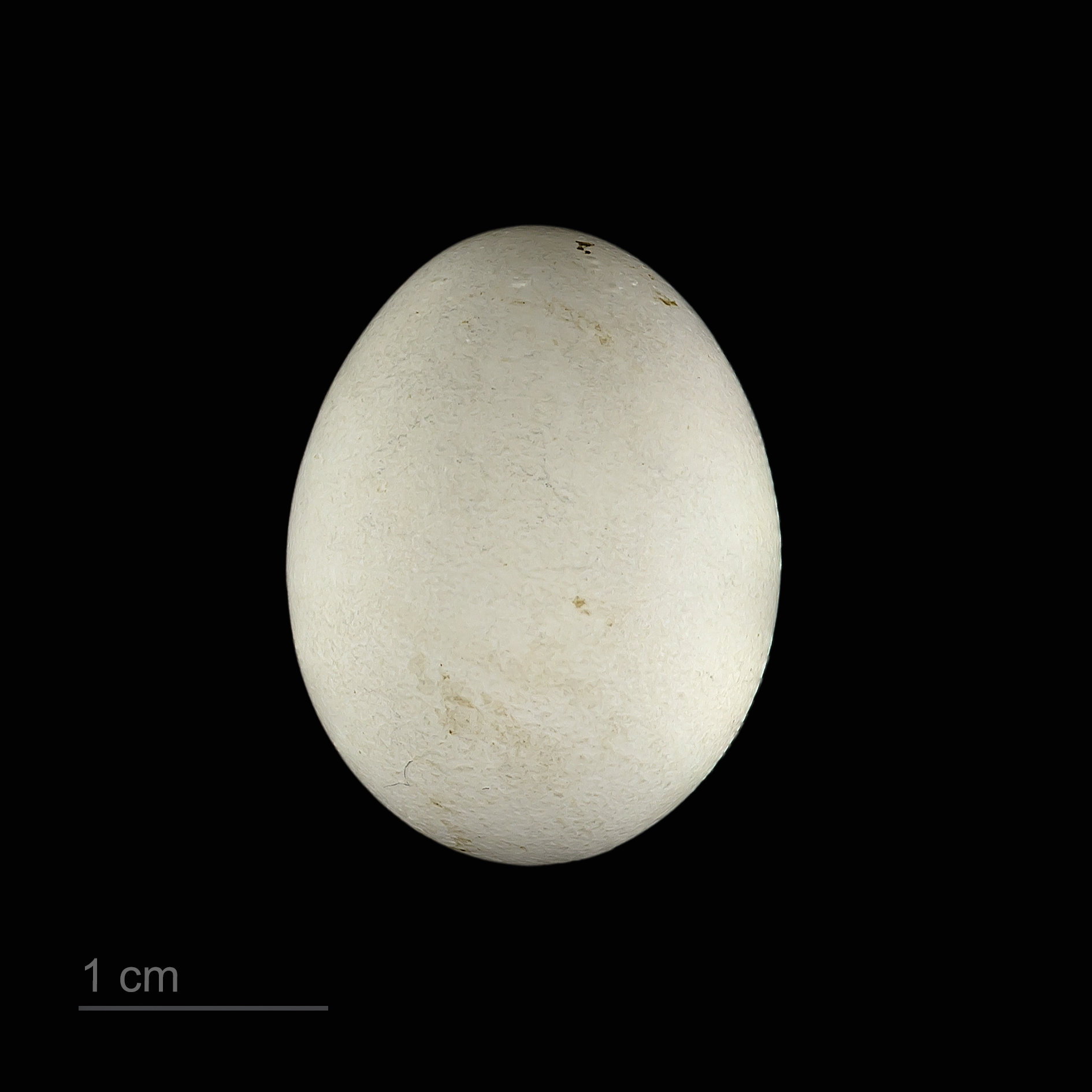
Psitteuteles goldiei - MHNT

O Lóris-de-goldie (Psitteuteles goldiei) é uma espécie de ave da família Psittacidae.
Pode ser encontrada nos seguintes países: Indonésia (Nova Guiné Ocidental)  e Papua-Nova Guiné.
Os seus habitats naturais são: florestas subtropicais ou tropicais húmidas de baixa altitude e regiões subtropicais ou tropicais húmidas de alta altitude.